# Gerhard Lange (Geistlicher, 1933)
Gerhard Lange (* 22. September 1933 in Berlin; † 20. Januar 2018 ebenda) war ein römisch-katholischer Geistlicher.

## Leben
Gerhard Lange empfing am 17. Dezember 1960 durch Bischof Julius Kardinal Döpfner das Sakrament der Priesterweihe für das Bistum Berlin. Nach Kaplansjahren in der Pfarrei St. Martin in Berlin-Kaulsdorf leitete er von 1963 bis 1970 als Rektor das St.-Otto-Heim in Zinnowitz. 1970 wurde er zum Diözesan-Jugendseelsorger für den Ostteil des Bistums Berlin ernannt.
Als Nachfolger des verstorbenen Otto Groß ernannte ihn der Berliner Bischof Alfred Kardinal Bengsch 1974 zum Beauftragten der katholischen Kirche in der DDR für die Kontakte zur Regierung. Gleichzeitig übernahm er die Aufgabe des Chefredakteurs der Kirchenzeitung St. Hedwigsblatt. 1975 ernannte ihn Papst Paul VI. zum Päpstlichen Ehrenkaplan mit dem Titel Monsignore. 1981 folgte die Ernennung zum Päpstlichen Ehrenprälaten durch Papst Johannes Paul II. Ab 1985 war er für das Bistum Berlin Gesellschafter des St. Benno Verlags.
Im 1990 von der letzten DDR-Regierung gebildeten Medienkontrollrat vertrat er die katholische Kirche. Nach der Wiedervereinigung wurde die Berliner Kirchenpresse neu geordnet und Lange wurde geistlicher Beirat der Katholischen Kirchenzeitung für das Erzbistum Berlin. 1991 übernahm er die Leitung der neugeschaffenen Arbeitsstelle für Zeitgeschichte im Erzbistum Berlin. Ab 1992 war er als Theologenreferent des Erzbistums für die Ausbildung der Theologenstudenten verantwortlich. 2004 trat er in den Ruhestand.
Von 2005 bis 2009 gehörte er dem Kuratorium der Katholischen Hochschule für Sozialwesen Berlin an.